# Malcolm McLaren
Malcolm Robert Andrew McLaren (Stoke Newington, Londen, 22 januari 1946 — Bellinzona, Zwitserland, 8 april 2010) was een Engels kunstenaar, impresario, muziekproducent en muzikant, vooral bekend als manager van de punkband de Sex Pistols.

## Biografie
Malcolm McLaren bezocht diverse kunstacademies, maar bleef ongediplomeerd. Min of meer toevallig kwam McLaren op het idee om, samen met levensgezellin Vivienne Westwood, in Londen een winkeltje in rock-'n'-rollkleding te openen. 'Let it Rock at Paradise Garage' opende zijn deuren in november 1971.
McLaren was gefascineerd door het situationisme; een kunststroming met het ambitieuze doel een maatschappelijke revolutie te bewerkstelligen door het creëren van ontregelende, voor massaconsumptie geschikte, situaties.

### New York Dolls
Tijdens een verblijf in New York maakte McLaren kennis met de leden van New York Dolls. In de hoop zijn situationistische ideeën te kunnen toepassen op het terrein van de rockmuziek nam hij het management van de groep op zich. De Dolls bleken als band echter op sterven na dood en McLaren keerde onverrichter zake terug naar Engeland.

### SEX
Omdat de originele jaren-vijftigkleding moeilijk te vinden bleek, nam zijn toenmalige partner Vivienne Westwood na verloop van tijd zelf achter de naaimachine plaats. Ze drukte steeds nadrukkelijker haar eigen stempel op het winkeltje en nam afstand van de, in haar ogen achterlijk seksistische en racistische, 'teddyboys' die tot dan toe de klantenkring van de boetiek vormden. In het voorjaar van 1973 werd de winkel omgedoopt tot 'Too Fast to Live Too Young to Die' en maakte de teddyboys-mode plaats voor eigentijdse, provocerende kleding.
De T-shirts met choquerende teksten bleken een succes onder opstandige Londense jongeren. Het concept werd nog verder op de spits gedreven door de winkel een jaar later de naam 'SEX' te geven. De kleding die in 'SEX' werd verkocht was ontworpen met een techniek die aan het situationisme was ontleend en grofweg neerkomt op; kapotmaken en weer in elkaar zetten. Gescheurde kleding, veiligheidsspelden en fietskettingen werden op aanwijzing van McLaren gecombineerd met bondage- en SM-elementen. Op de diverse T-shirts waren slogans tegen het gezag, het consumentisme en de aangepaste burger te lezen. Rond 'SEX' vormde zich een subcultuur die later onder de naam 'punk' massale navolging zou vinden.

### Sex Pistols
Wat McLaren met The New York Dolls niet lukte, slaagde wél met de Sex Pistols - een groep die in 1975 uit klanten en personeel van zijn, inmiddels tot 'SEX' omgedoopte, kledingboetiek werd samengesteld. De band groeide uit tot de belichaming van de punk en McLaren maakte naam als behendig manipulator van de media. Na het uiteenvallen van de band klaagde bandlid Johnny Rotten McLaren aan wegens het wanbeleid dat hij als manager zou hebben gevoerd.

### Na de Pistols
Hoewel McLaren het succes van de Sex Pistols nooit meer evenaarde, is zijn naam in de jaren tachtig verbonden aan enkele projecten die de aandacht trokken. Hij was de manager van de groep Adam and the Ants. Nadat McLaren had bewerkstelligd dat de voorman Adam Ant de band verliet, ging hij op zoek naar een andere zanger. Uiteindelijk koppelde McLaren de destijds veertienjarige Annabella Lwin aan de band, die vervolgens Bow Wow Wow ging heten. Een poging om Lwin als zanger in te wisselen voor de dan nog onbekende Boy George strandde echter. Hierna begon McLaren muziek uit te brengen onder zijn eigen naam. In 1983 speelde hij met de single 'Buffalo Gals' handig in op de juist ontluikende hiphoprage en in 1984 koppelde hij delen van Puccini's Madama Butterfly (1904) aan een sexy discobeat.
Ook het album 'Waltz Darling' uit 1989 werd hier en daar nog opgepikt. Het bevat het nummer "Deep in Vogue" waarin fragmenten van de documentaire "Paris is Burning" zijn verwerkt. Verder maakte McLaren nog een album genaamd "Paris", een ode aan Parijs, met beroemde Franse zangeressen als Amina, Françoise Hardy en de actrice Catherine Deneuve. Daarna leek hij zijn talent om zich in de kijker te spelen meer en meer kwijt te raken.

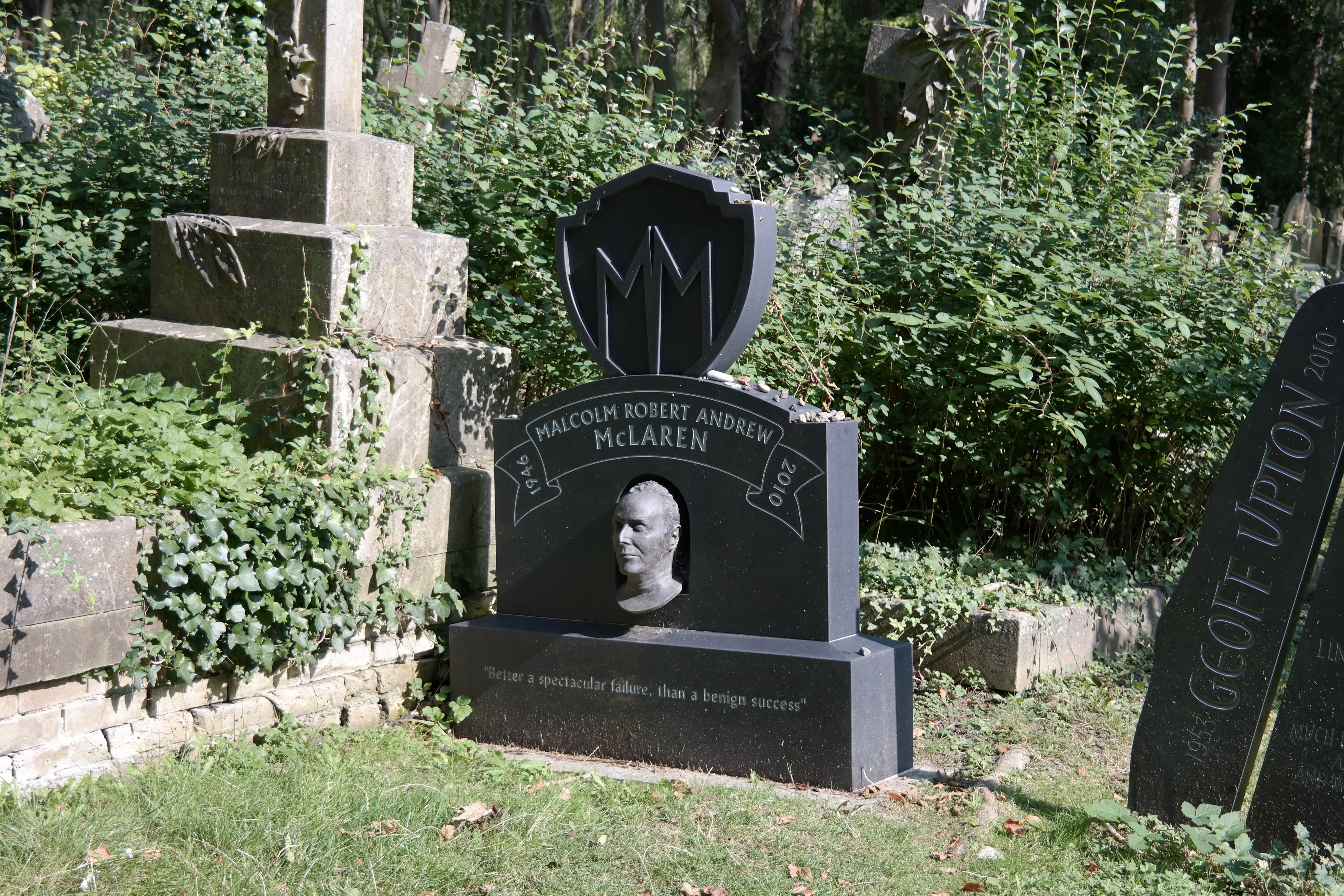
Het graf van Malcolm McLaren op de Highgate Cemetery in Londen.

Hij heeft nog een relatie met Lauren Hutton gehad en woonde met haar in Hollywood, hij was verloofd met architect Charlotte Skene-Catling en daarna leerde hij Young Kim kennen en woonde met haar in New York en Parijs. In  2000 stelde McLaren zich nog even kandidaat voor het burgemeesterschap van Londen. Nadat de Britse pers hieraan enige aandacht had besteed trok hij zijn kandidatuur weer in.
Nadat in 2009 bij hem een mesothelioom werd ontdekt, ging McLaren naar een Zwitserse kliniek, waar
hij op 64-jarige leeftijd overleed aan de ziekte. Hij ligt begraven op de Highgate Cemetery in Londen. Sinds 2013 staat er op zijn grafsteen  "Better a spectacular failure, than a benign success".

## Discografie

### Albums
| Album met eventuele hitnotering(en) in de Nederlandse Album Top 100 | Datum van verschijnen | Datum van binnenkomst | Hoogste positie | Aantal weken | Opmerkingen                                                  |
| ------------------------------------------------------------------- | --------------------- | --------------------- | --------------- | ------------ | ------------------------------------------------------------ |
| Duck Rock                                                           | 1983                  | -                     |                 |              | Malcolm McLaren & The World's Famous Supreme Team            |
| Fans                                                                | 1984                  | -                     |                 |              |                                                              |
| Swamp Thing                                                         | 11-11-1985            | -                     |                 |              |                                                              |
| Waltz Darling                                                       | 13-07-1989            | -                     |                 |              | Malcolm McLaren & The Bootzilla Orchestra                    |
| Round the Outside, Round the Outside                                | 22-11-1990            | -                     |                 |              | Malcolm McLaren Present the World’s Famous Supreme Team Show |
| Paris                                                               | 30-05-1994            | -                     |                 |              |                                                              |
| Tranquilize                                                         | 2005                  | -                     |                 |              |                                                              |
| Shallow – Musical Paintings                                         | 2009                  | -                     |                 |              |                                                              |

| Album met hitnotering(en) in de Vlaamse Ultratop 200 albums | Datum van verschijnen | Datum van binnenkomst | Hoogste positie | Aantal weken | Opmerkingen                                                   |
| ----------------------------------------------------------- | --------------------- | --------------------- | --------------- | ------------ | ------------------------------------------------------------- |
| Duck Rock                                                   | 1983                  | -                     |                 |              | Malcolm McLaren & The World Famous Supreme Team               |
| Fans                                                        | 1984                  | -                     |                 |              |                                                               |
| Swamp Thing                                                 | 11-11-1985            | -                     |                 |              |                                                               |
| Waltz Darling                                               | 13-07-1989            | -                     |                 |              | Malcolm McLaren & The Bootzilla Orchestra                     |
| Round the Outside, Round the Outside                        | 22-11-1990            | -                     |                 |              | Malcolm McLaren Presents the World's Famous Supreme Team Show |
| Paris                                                       | 30-05-1994            | -                     |                 |              |                                                               |
| Tranquilize                                                 | 2005                  | -                     |                 |              |                                                               |
| Shallow – Musical Paintings                                 | 2009                  | -                     |                 |              |                                                               |

### Singles
| Single met eventuele hitnotering(en) in de Nederlandse Top 40 | Datum van verschijnen | Datum van binnenkomst | Hoogste positie | Aantal weken | Opmerkingen                                                                                             |
| ------------------------------------------------------------- | --------------------- | --------------------- | --------------- | ------------ | --- |
| Buffalo Gals                                                  | 1982                  | -                     |                 |              | Malcolm McLaren & The World's Famous Supreme Team                                                       |
| Soweto                                                        | 1983                  | -                     |                 |              | Malcolm McLaren & The McLarenettes                                                                      |
| Double Dutch                                                  | 1983                  | -                     |                 |              | Malcolm McLaren & The Ebonettes                                                                         |
| Duck for the Oyster                                           | 1983                  | -                     |                 |              | Malcolm McLaren & The Main Hilltopper Man                                                               |
| Madame Butterfly                                              | 1984                  | 06-10-1984            | 16              | 6            | Nr. 19 in de Single Top 100                                                                             |
| Carmen                                                        | 1985                  | -                     |                 |              | |
| Duck Rock Cheer                                               | 1985                  | -                     |                 |              | |
| Waltz Darling                                                 | 1989                  | 15-07-1989            | 19              | 6            | Malcolm McLaren & The Bootzilla Orchestra / Nr. 20 in de Single Top 100                                 |
| Something's Jumpin' in Your Shirt                             | 1989                  | 09-09-1989            | 8               | 9            | Malcolm McLaren & The Bootzilla Orchestra en Lisa Marie / Nr. 9 in de Single Top 100                    |
| Deep in Vogue                                                 | 1989                  | -                     |                 |              | |
| House of the Blue Danube                                      | 1990                  | -                     |                 |              | Malcolm McLaren & The Bootzilla Orchestra                                                               |
| Call a Wave                                                   | 1990                  | -                     |                 |              | Malcolm McLaren & The Bootzilla Orchestra                                                               |
| Operaa House                                                  | 1990                  | 22-12-1990            | 15              | 4            | Malcolm McLaren Presents the World Famous Supreme Team Show / Nr. 17 in de Single Top 100 / Alarmschijf |
| Romeo & Juliet                                                | 1990                  | -                     |                 |              | Malcolm McLaren Presents the World Famous Supreme Team Show                                             |
| Magic's Back                                                  | 1991                  | -                     |                 |              | met Alison Limerick                                                                                     |
| Carry on Columbus                                             | 1992                  | -                     |                 |              | |
| Paris, Paris                                                  | 1994                  | -                     |                 |              | met Cathérine Deneuve                                                                                   |
| Revenge of the Flowers                                        | 1995                  |                       |                 |              | met Françoise Hardy                                                                                     |
| Buffalo Gals Stampede                                         | 1998                  | -                     |                 |              | Malcolm McLaren & The World Famous Supreme Team vs. Rakim & Roger Sanchez                               |

| Single met hitnotering(en) in de Vlaamse Ultratop 50 | Datum van verschijnen | Datum van binnenkomst | Hoogste positie | Aantal weken | Opmerkingen                                                               |
| ---------------------------------------------------- | --------------------- | --------------------- | --------------- | ------------ | ------------------------------------------------------------------------- |
| Buffalo Gals                                         | 1982                  | -                     |                 |              | Malcolm McLaren & The World's Famous Supreme Team                         |
| Soweto                                               | 1983                  | -                     |                 |              | Malcolm McLaren & The McLarenettes                                        |
| Double Dutch                                         | 1983                  | -                     |                 |              | Malcolm McLaren & The Ebonettes                                           |
| Duck for the Oyster                                  | 1983                  | -                     |                 |              | Malcolm McLaren & The Main Hilltopper Man                                 |
| Madam Butterfly                                      | 1984                  | 13-10-1984            | 29              | 4            |                                                                           |
| Carmen                                               | 1985                  | -                     |                 |              |                                                                           |
| Duck Rock Cheer                                      | 1985                  | -                     |                 |              |                                                                           |
| Waltz Darling                                        | 1989                  | 29-07-1989            | 23              | 5            | Malcolm McLaren & The Bootzilla Orchestra                                 |
| Something's Jumpmin' in Your Shirt                   | 1989                  | 16-09-1989            | 12              | 10           | Malcolm McLaren & The Bootzilla Orchestra en Lisa Marie                   |
| Deep in Vogue                                        | 1989                  | -                     |                 |              |                                                                           |
| House of the Blue Danube                             | 1990                  | -                     |                 |              | Malcolm McLaren & The Bootzilla Orchestra                                 |
| Call a Wave                                          | 1990                  | -                     |                 |              | Malcolm McLaren & The Bootzilla Orchestra                                 |
| Operaa House                                         | 1990                  | 12-01-1991            | 32              | 3            | Malcolm McLaren Presents the World Famous Supreme Team Show               |
| Romeo & Juliet                                       | 1990                  | -                     |                 |              | Malcolm McLaren Presents the World Famous Supreme Team Show               |
| Magic's Back                                         | 1991                  | -                     |                 |              | met Alison Limerick                                                       |
| Carry on Columbus                                    | 1992                  | -                     |                 |              |                                                                           |
| Paris, Paris                                         | 1994                  | -                     |                 |              | met Cathérine Deneuve                                                     |
| Revenge of the Flowers                               | 1995                  |                       |                 |              | met Françoise Hardy                                                       |
| Buffalo Gals Stampede                                | 1998                  | -                     |                 |              | Malcolm McLaren & The World Famous Supreme Team vs. Rakim & Roger Sanchez |

- Bibsys: 90607687
- Biblioteca Nacional de España: XX1049212
- Bibliothèque nationale de France: cb138973292 (data)
- Gemeinsame Normdatei: 132149370
- International Standard Name Identifier: 0000 0001 2278 0827
- Library of Congress Control Number: n87873956
- MusicBrainz: cc3c8231-3f07-49da-88fa-04986e954a9a
- Bibliotheek van het Japanse parlement: 00621109
- National Gallery of Victoria: 9376
- Nationale Bibliotheek van Tsjechië: xx0116194
- Nationale bibliotheek van Australië: 35964105
- Nationale Bibliotheek van Israël: 987007275363005171
- Nationale en Universitaire bibliotheek Zagreb: 000400194
- Nederlandse Thesaurus van Auteursnamen: 073526762
- RKD-Nederlands Instituut voor Kunstgeschiedenis: 211445
- SNAC: w6vn49zx
- Système universitaire de documentation: 080404170
- Trove: 1165397
- Union List of Artist Names: 500331905
- Virtual International Authority File: 32184055
- WorldCat: E39PBJf8vt3x8Dgwbw7FqT7CQq